# Kommunistische Partei der Schweiz
Die Kommunistische Partei der Schweiz (KPS) wurde 1921 gegründet und 1940 verboten. Ihr erster Präsident war Franz Welti. Die meisten ihrer Mitglieder schlossen sich 1943 der Sozialistischen Föderation der Schweiz an. Nach dem Scheitern von Fusionsverhandlungen mit der Sozialdemokratischen Partei (SP) wurde 1944 die Partei der Arbeit (PdA) als neue Sammlungsbewegung der Kommunisten gegründet.

## Geschichte
Die Kommunistische Partei der Schweiz (KPS) wurde gegen den Widerstand der Sozialdemokratischen Partei (SP) gegründet. Die SP lehnte 1919 und 1920 den Beitritt zur Komintern ab und provozierte so die Abspaltung der Parteilinken unter Franz Welti. An einem Vereinigungskongress der Sozialistischen Linken am 5. und 6. März 1921 in Zürich wurde die Fusion von Weltis Gruppe mit den «Altkommunisten», einer ersten kommunistischen Parteigründung unter Jakob Herzog 1918, und die Gründung der KPS beschlossen. Zu diesem Zeitpunkt zählte die Partei rund 6000 Mitglieder.
Die KPS war Mitglied der Komintern und übernahm deren ideologische Standpunkte, wodurch sie im Zuge der «Bolschewisierung» der kommunistischen Parteien in Europa unter den Einfluss der Kommunistischen Partei der Sowjetunion geriet. Da sich auch die SP nach 1918 von ihrer traditionellen demokratisch-evolutionären Linie in marxistisch-revolutionäre Richtung entwickelte, ergaben sich Abgrenzungsprobleme. Die KPS unterschied sich in der Folge von der SP vor allem durch die Übernahme leninistischer bzw. stalinistischer Positionen und durch ihre bolschewistische Parteistruktur.
Die KPS war vor allem in der Deutschschweiz verbreitet, mit Schwerpunkten in Zürich, Schaffhausen und Basel. Im Kanton Schaffhausen gelang es ihr, die Sozialdemokratie fast ganz zu verdrängen und zeitweise 26 % (1928) Wähleranteil zu erreichen. Auch in Basel war die KPS zeitweise stärker als die SP, so dass sie 1929 mit 19,7 % Wähleranteil 25 Sitze im Grossen Rat erringen konnte.
Parteiinterne Richtungskämpfe zwischen Stalinisten und Trotzkisten führten zu Mitgliederschwund. 1928 beschloss die KPS einen aggressiven Kurs gegen die SP, die sie des Sozialfaschismus beschuldigte. Die Radikalisierung führte 1929 zur Ablösung der bisherigen Parteileitung unter Franz Welti, der beschuldigt wurde, bisher einen Rechtskurs gefahren zu haben. Unter ähnlichen Vorwürfen wurde 1930 der Schaffhauser Arbeiterführer Walther Bringolf ausgeschlossen. Dieser gründete daraufhin mit seiner kantonalen Sektion die «Kommunistische Partei der Schweiz-Opposition» und schloss sich 1935 der SP an.
Seit der Machtergreifung Adolf Hitlers in Deutschland gab es in der SP und der KPS Bestrebungen, beide Arbeiterparteien in einer «Einheitsfront» zu vereinen, und die KPS gab ihre Sozialfaschismus-These auf. Die ideologischen Gräben waren jedoch zu tief, besonders weil sich die SP eher von radikalen klassenkämpferischen Positionen wegbewegte. 1935 bot die KPS der SP die Gründung einer sog. Volksfront nach französischem Vorbild an und gewann Sympathien im linken Flügel der SP. Da sich die SP jedoch im Rahmen der Richtlinienbewegung auf eine Allianz in der politischen Mitte zubewegte, kam in der Schweiz keine Volksfront zustande. Unter dem Eindruck des aufkommenden Krieges sowie der ideologischen Kehrtwende der Komintern nach dem Hitler-Stalin-Pakt verlor die KPS in der Deutschschweiz massiv an Rückhalt und Anhängern.
Am 6. August 1940 beschloss der Bundesrat, der KPS  jede Tätigkeit zu untersagen. Das Schweizerische Bundesgericht stellte auf Beschwerde gegen diesen Bundesratsbeschluss fest, kommunistische Propaganda sei nur wegen des Hinarbeitens auf einen gewaltsamen Umsturz verboten, nicht wegen der ideellen Ziele, die «auch in den Lehren anderer Bewegungen und Parteien zu finden sind, z. B. in Platons Philosophie, in der christlichen Religion und im Programm der Sozialdemokraten.» Am 26. November 1940 verschärfte der Bundesrat die Massnahmen und erklärte die KPS für aufgelöst. Weiter verfügte er, dass Kommunisten keiner eidgenössischen, kantonalen oder kommunalen Behörde angehören durften. Im Juni 1941 beschlossen die Eidgenössischen Räte, die kommunistischen Ratsmitglieder dauerhaft aus dem Parlament auszuschliessen. Im Nationalrat fiel der Beschluss mit 138 gegen 3 Stimmen; im Ständerat einstimmig. Vier Jahre später, am 27. Februar 1945, hob der Bundesrat die Parteiverbote für links- oder rechtsextremen Organisationen wieder auf.
In Genf war die KP bereits 1937 verboten worden. Der Genfer SP-Parteivorsitzende Léon Nicole nahm daraufhin die Mitglieder der KPS in seine Sektion der SP auf. Als er 1939 wegen seiner Akzeptanz des Hitler-Stalin-Pakts aus der SP ausgeschlossen wurde, gründete er die Sozialistische Föderation der Schweiz, der sich am 30. Mai 1943 die meisten Mitglieder der KPS anschlossen. Die von Nicole und vom damaligen Präsidenten der KPS, Jules Humbert-Droz, angestrebte Vereinigung mit der SP kam jedoch nicht zustande, da diese eine kollektive Aufnahme der Sozialistischen Föderation ablehnte und auf einer Einzelaufnahme aller Mitglieder bestand. Nach dem Scheitern der Fusionsverhandlungen mit der SP wurde 1944 die Partei der Arbeit (PdA) als neue Sammlungsbewegung der Kommunisten gegründet.
Neben der PdA bildeten sich seit den 1960er-Jahren weitere kommunistische Parteien. Eine gewisse Bedeutung erlangten in den 1970/1980er-Jahren die ursprünglich als PdA-Abspaltungen entstandenen Parteien Progressiven Organisationen der Schweiz (POCH) und Revolutionäre Marxistische Liga/Sozialistische Arbeiterpartei (RML/SAP, trotzkistisch). Aus der RML/SAP hervorgegangen ist die Bewegung SolidaritéS in der französischsprachigen Schweiz. Die Kommunistische Partei der Schweiz/Marxisten-Leninisten (KPS/ML) war maoistisch orientiert und löste sich 1989 auf. Die Tessiner Sektion der PdA nahm 2007 den Namen Partito Comunista an. 2014 wurde sie aus der PdA ausgeschlossen und politisiert seither selbständig als Kommunistische Partei (Schweiz). Am 12. Mai 2024 gründete eine zuvor als Der Funke bekannte Organisation eine Revolutionäre Kommunistische Partei. Diese gehört zur Revolutionären Kommunistischen Internationalen (ehemals International Marxist Tendency) und steht in der Tradition des britischen Trotzkismus – organisatorisch besteht (anders als beispielsweise bei der PdA) keine Verbindung zur KPS der Zwischenkriegszeit. Ideologisch steht die RKP der frühen Kommunistischen Internationale (bis zu Lenins Tod 1924) allerdings sehr nahe.

## Wichtige Mitglieder
- Marino Bodenmann, 1921–1930 und 1936 Parteisekretär; 1934–1939 Nationalrat der KPS
- Walther Bringolf, 1925–1930 Nationalrat der KPS; Ausschluss 1930
- Fritz Brupbacher, Ausschluss 1933
- Jakob Herzog
- Karl Hofmaier
- Jules Humbert-Droz, 1935–1942 Präsident der KPS; 1938–1939 Nationalrat der KPS; Ausschluss 1943
- Amalie Pinkus, Frauenrechtlerin, Ausschluss 1942
- Theo Pinkus (1909–1991), Publizist; Ausschluss 1943
- Franz Welti, Präsident der KPS; 1925–1932 Nationalrat der KPS
- Edgar Woog

## Kommunistische Zeitungen in der Schweiz
- Vorwärts
- Freiheit
- Schaffhauser Arbeiter-Zeitung
- Kämpfer